# 组织唯一标识符
组织唯一标识符（Organizationally unique identifier，OUI）是一个24位的数字，用于唯一标识一个供应商、制造商或其他组织。组织唯一标识符由供应商、制造商或其他组织从电气电子工程师学会（IEEE）的注册机构那裡购买。组织唯一标识符一般應用於MAC地址等領域，用于唯一识别特定设备。
在MAC地址中，组织唯一标识符与另一個由供應商分配的24位数字共同组成MAC地址。MAC地址的前三个八位元組為组织唯一标识符。